# Synodus tectus
Espèce
Statut de conservation UICN

 LC 03 mars 2015 : Préoccupation mineure
Synodus tectus est une espèce de poissons de la famille des Synodontidae.

## Systématique
L'espèce Synodus tectus a été décrite pour la première fois en 1981 par biologiste américain Roger Frank Cressey (d) (1930-2001).

## Distribution
Cette espèce se croise dans les océans Indien et Pacifique, plus particulièrement au large des côtes de l'Indonésie, de la Nouvelle-Calédonie, des Philippines, de la Papouasie Nouvelle-Guinée, de Madagascar et de l'Australie à des profondeurs variant entre 25 et 82 m.

## Description
Synodus tectus peut atteindre la longueur maximale de 10,7 cm.

## Étymologie
Son épithète spécifique, tectus, vient du latin tectus « caché, dissimulé », faisant référence à sa forte similarité avec Synodus hoshinonis, qui dissimule sa différence.

## Écologie et environnement
Synodus tectus vit dans la zone benthique des océans Pacifique et Indien, où l'espèce chasse en enfouissant son corps dans les sédiments, et en jaillissant pour saisir les proies qui passent à proximité.

## Publication originale
- (en) Roger Cressey, « Revision of Indo- West Pacific lizardfishes of the genus Synodus (Pisces: Synodontidae) », Smithsonian Contributions to Zoology, no 342,‎ 1981, p. 1-53 (ISSN 0081-0282 et 1943-6696, DOI 10.5479/SI.00810282.342, lire en ligne).